# Rocas Foca (Goicoechea)
Las rocas Foca (en inglés: Seal Rock Island) forman parte de las islas Malvinas. Se encuentran al sur de la isla de Goicoechea y al norte de la isla San Rafael, sobre el canal de Occidente y cercanos a la isla Rajada.